# Changqiao, Anhui
Changqiao (kinesiska: 昌桥) är en socken i östra Kina. Den ligger i Jing härad i staden Xuancheng i provinsen Anhui, omkring 160 kilometer sydost om provinshuvudstaden Hefei. Antalet invånare är 25 218. Befolkningen består av 12 021 kvinnor och 13 197 män. Barn under 15 år utgör 13,0 %, vuxna 15-64 år 72 %, och äldre över 65 år 13,0 %.